# World Badminton Grand Prix 1995
Der World Badminton Grand Prix 1995 war die 13. Auflage des World Badminton Grand Prix. Zum Abschluss der Serie fand ein Finale statt. Die ursprünglich für den Grand Prix geplanten Finnish Open und Dutch Open wurden abgesagt.

## Austragungsorte
| Veranstaltung       | Ort                        | Preisgeld    | IBF-Wertungskategorie | Datum        |
| ------------------- | -------------------------- | ------------ | --------------------- | ------------ |
| Chinese Taipei Open | Taipeh                     | 125.000 US $ | 5 Sterne              | 10.–15.1.    |
| Korea Open          | Seoul                      | 125.000 US $ | 5 Sterne              | 17.–22.1.    |
| Japan Open          | Tokio                      | 125.000 US $ | 5 Sterne              | 24.–29.1.    |
| Swiss Open          | Basel                      | 75.000 US $  | 3 Sterne              | 1.–5.3.      |
| Swedish Open        | Lund                       | 35.000 US $  | 2 Sterne              | 8.–12.3.     |
| All England         | Birmingham                 | 125.000 US $ | 5 Sterne              | 14.–18.3.    |
| French Open         | Paris                      | 15.000 US $  | 1 Stern               | 22.–26.3.    |
| Polish Open         | Spała                      | 15.000 US $  | 1 Stern               | 30.3–2.4.    |
| Malaysia Open       | Kuala Lumpur               | 180.000 US $ | 6 Sterne              | 4.–9.7.      |
| Indonesia Open      | Jakarta                    | 170.000 US $ | 6 Sterne              | 10.–16.7.    |
| Singapur Open       | Singapur                   | 165.000 US $ | 6 Sterne              | 17.–23.7.    |
| US Open             | Atlanta                    | 35.000 US $  | 2 Sterne              | 9.–13.8.     |
| Canadian Open       | Richmond, British Columbia | 35.000 US $  | 2 Sterne              | 15.–20.8.    |
| Brunei Open         | Bandar Seri Begawan        | 30.000 US $  | 1 Stern               | 22.–26.8.    |
| Russian Open        | Moskau                     | 60.000 US $  | 3 Sterne              | 23.–27.8.    |
| Hamburg Cup         | Hamburg                    | 50.000 DM    | 2 Sterne              | 1.–3.9.      |
| Dutch Open          | Den Bosch                  | 35.000 US $  | 2 Sterne              | 4.–8.10.     |
| Sydney Open         | Sydney                     | 35.000 US $  | 2 Sterne              | 4.–8.10      |
| Denmark Open        | Odense                     | 60.000 US $  | 3 Sterne              | 12.–15.10    |
| German Open         | Leverkusen                 | 100.000 US $ | 4 Sterne              | 18.–22.10.   |
| Bulgarian Open      | Sofia                      | 15.000 US $  | 1 Stern               | 25.–29.10    |
| Hong Kong Open      | Hongkong                   | 125.000 US $ | 5 Sterne              | 31.10.–5.11. |
| China Open          | Chengdu                    | 135.000 US $ | 5 Sterne              | 6.–11.11.    |
| Thailand Open       | Chiang Mai                 | 125.000 US $ | 5 Sterne              | 13.–19.11    |
| Scottish Open       | Glasgow                    | 15.000 US $  | 1 Stern               | 22.–26.11.   |
| Grand Prix Finale   | Singapur                   | 325.000 US $ | –                     | 29.11.–3.12. |

## Die Sieger
| Veranstaltung       | Herreneinzel           | Dameneinzel         | Herrendoppel                             | Damendoppel                            | Mixed                                     |
| ------------------- | ---------------------- | ------------------- | ---------------------------------------- | -------------------------------------- | ----------------------------------------- |
| Chinese Taipei Open | Hermawan Susanto       | Lim Xiaoqing        | S. Antonius Budi Ariantho Denny Kantono  | Helene Kirkegaard Rikke Olsen          | Jens Eriksen Rikke Olsen                  |
| Korea Open          | Heryanto Arbi          | Susi Susanti        | Rexy Mainaky Ricky Subagja               | Gil Young-ah Jang Hye-ock              | Thomas Lund Marlene Thomsen               |
| Japan Open          | Heryanto Arbi          | Susi Susanti        | Rexy Mainaky Ricky Subagja               | Ge Fei Gu Jun                          | Thomas Lund Marlene Thomsen               |
| Swiss Open          | Jens Olsson            | Camilla Martin      | Jon Holst-Christensen Thomas Lund        | Helene Kirkegaard Rikke Olsen          | Thomas Lund Marlene Thomsen               |
| Swedish Open        | Park Sung-woo          | Ye Zhaoying         | Peter Axelsson Pär-Gunnar Jönsson        | Kim Mee-hyang Kim Shin-young           | Chen Xingdong Wang Xiaoyuan               |
| All England         | Poul-Erik Høyer Larsen | Lim Xiaoqing        | Rexy Mainaky Ricky Subagja               | Gil Young-ah Jang Hye-ock              | Thomas Lund Marlene Thomsen               |
| French Open         | George Rimarcdi        | Elena Rybkina       | Sigit Budiarto Dicky Purwotjugiono       | Maria Bengtsson Margit Borg            | Thomas Stavngaard Anne Søndergaard        |
| Polish Open         | Budi Santoso           | Olivia              | Seng Kok Kiong Hadi Sugianto             | Emma Ermawati Indarti Issolina         | Paulus Firman Rosalia Anastasia           |
| Malaysia Open       | Alan Budikusuma        | Susi Susanti        | Pramote Teerawiwatana Sakrapee Thongsari | Julie Bradbury Joanne Wright           | Kim Dong-moon Gil Young-ah                |
| Indonesia Open      | Ardy Wiranata          | Susi Susanti        | Rudy Gunawan Bambang Suprianto           | Ge Fei Gu Jun                          | Tri Kusharyanto Minarti Timur             |
| Singapur Open       | Joko Suprianto         | Lim Xiaoqing        | Rexy Mainaky Ricky Subagja               | Ge Fei Gu Jun                          | Tri Kusharyanto Minarti Timur             |
| US Open             | Hermawan Susanto       | Ye Zhaoying         | Rudy Gunawan Bambang Suprianto           | Gil Young-ah Jang Hye-ock              | Kim Dong-moon Gil Young-ah                |
| Canada Open         | Lee Kwang-jin          | Bang Soo-hyun       | Ha Tae-kwon Kang Kyung-jin               | Gil Young-ah Jang Hye-ock              | Kim Dong-moon Gil Young-ah                |
| Brunei Open         | Rashid Sidek           | Yao Jie             | Cun Cun Haryono Ade Lukas                | Eny Oktaviani Nonong Denis Zanati      | nicht ausgetragen                         |
| Russia Open         | Hendrawan              | Lidya Djaelawijaya  | Jon Holst-Christensen Thomas Lund        | Chen Ying Peng Xinyong                 | Jens Eriksen Marlene Thomsen              |
| Hamburg Cup         | George Rimarcdi        | Pernille Nedergaard | Michael Helber Michael Keck              | Lotte Olsen Rikke Olsen                | Kai Mitteldorf Katrin Schmidt             |
| Sydney Open         | Nunung Subandoro       | Han Jingna          | Davis Efraim Halim Haryanto              | Peng Xinyong Zhang Jin                 | Halim Haryanto Indarti Issolina           |
| Denmark Open        | Poul-Erik Høyer Larsen | Lim Xiaoqing        | Jon Holst-Christensen Thomas Lund        | Lisbet Stuer-Lauridsen Marlene Thomsen | Chen Xingdong Peng Xinyong                |
| German Open         | Joko Suprianto         | Camilla Martin      | Jon Holst-Christensen Thomas Lund        | Eliza Nathanael Zelin Resiana          | Ron Michels Erica van den Heuvel          |
| Bulgarian Open      | Anders Nielsen         | Elena Nozdran       | Kevin Han Thomas Reidy                   | Diana Koleva Neli Nedjalkova           | Vladislav Druzchenko Victoria Evtuschenko |
| Hong Kong Open      | Heryanto Arbi          | Bang Soo-hyun       | Ha Tae-kwon Kang Kyung-jin               | Gil Young-ah Jang Hye-ock              | Park Joo-bong Shim Eun-jung               |
| China Open          | Dong Jiong             | Ye Zhaoying         | Huang Zhanzhong Jiang Xin                | Ge Fei Gu Jun                          | Chen Xingdong Peng Xinyong                |
| Thailand Open       | Dong Jiong             | Lim Xiaoqing        | Huang Zhanzhong Jiang Xin                | Gil Young-ah Jang Hye-ock              | Park Joo-bong Ra Kyung-min                |
| Scottish Open       | Peter Knowles          | Catrine Bengtsson   | Nick Ponting Julian Robertson            | Catrine Bengtsson Maria Bengtsson      | Lars Pedersen Anne Mette Bille            |
| Grand Prix Finale   | Joko Suprianto         | Ye Zhaoying         | Cheah Soon Kit Yap Kim Hock              | Ge Fei Gu Jun                          | Tri Kusharyanto Minarti Timur             |